# Nemapogon reisseri
Nemapogon reisseri är en fjärilsart som beskrevs av Petersen och Reinhardt Gaedike 1983. Nemapogon reisseri ingår i släktet Nemapogon och familjen äkta malar. Inga underarter finns listade i Catalogue of Life.